# Glendive
Glendive ist eine Stadt im Dawson County im US-Bundesstaat Montana und Sitz der Countyverwaltung.

## Geographie
Glendive befindet sich im Osten von Montana, nahe der Grenze zu North Dakota. Die Stadt bedeckt eine Fläche von 8,7 km².

## Demographie
Zum Zeitpunkt der Volkszählung im Jahr 2000 lebten 4729 Menschen in Glendive. Das Durchschnittseinkommen betrug pro Haushalt 30.943 US-Dollar und pro Familie 40.313 US-Dollar. 11,6 % der Familien und 14,8 % der Stadtbevölkerung lebten unterhalb der Armutsgrenze.

## Radiostationen
In der Stadt sind drei Radiostationen ansässig:
- KGLE, religiöses Radioformat
- KXGN, Musiksender in Kooperation mit ABC
- KDZN, Countrysender

## Söhne und Töchter der Stadt
- Kamran İnce (* 1960), türkisch-amerikanischer Komponist und Musikpädagoge
- Adam Morrison (* 1984), Basketballspieler
- Mike Person (* 1988), American-Football-Spieler
- Joyce Woodhouse (* 1944), Politiker

## Sehenswürdigkeiten
- In der Stadt befand sich das Makoshika Dinosaur Museum mit Fundstücken mehrerer Saurierknochen und ganzer Saurierskelette aus dem nahegelegenen Makoshika State Park.